# Future Girl Anju
Future Girl Anju (未来少女アンジュ) es una película japonesa, del 14 de enero de 2004, producida por Zen Pictures. Es una película del género tokusatsu, de acción y aventuras, con artes marciales, dirigido por Tomoaki Sato, y protagonizada por Mao Tachibana.
El idioma es en japonés, pero también está disponible con subtítulos en inglés, en DVD o descargable por internet.

## Argumento
Anju sin darse cuenta se queda dormida durante la clase en el instituto. Tiene un sueño muy raro, viéndose a ella misma 100 años en el futuro. Sin embargo, el sueño se hace realidad, y ella se encuentra 100 años en el futuro, pero con increíbles poderes sobrenaturales. Anju se da cuenta de que en esa era hay gente codiciosa que han habilitado un arma de destrucción muy poderosa, que es capaz de arrasar la Tierra de la era de donde viene Anju. Anju se hace consciente de para que ha sido trasladada a esa época en el futuro. Como una superheroína, tendrá que utilizar sus super poderes para tratar de evitarlo.